# Baai van Peter de Grote
De Baai van Peter de Grote of Golf van Peter de Grote (Russisch: Залив Петра Великого; Zaliv Petra Velikogo) is met een oppervlakte van ongeveer 6.000 km² de grootste baai van de Japanse Zee. De baai bevindt zich in het noordwestelijk deel van de zee, aan de oostkust van de Russische kraj Primorje, tussen de monding van de rivier de Toemannaja en Kaap Povorotny (bijna 200 kilometer breed).
De baai wordt door het Moeravjov-Amoerskischiereiland onderverdeeld in de Amoerbaai en de Oessoeribaai. De baai heeft een kustlengte van ongeveer 1500 kilometer, waar zich vele kleinere baaien bevinden, waarvan de grootste de Zolotoj Rog, Diomedesbaai, Oelyssesbaai, Nachodkabaai, Posjetbaai en de door zowel de Russen als de Chinezen aangeduide baai Sjamora, met zijn fijnkorrelige stranden. In de baai bevinden zich een aantal eilanden, waaronder de Rimski-Korsakovarchipel en de Keizerin Eugénie-archipel (Roesski, Popova, Rejneke, Rikorda en Sjkota) en de eilanden Askold, Foeroegelma en Poetjatin. Roesski wordt door de Oostelijke Bosporus gescheiden van het vasteland. In de winter zijn de noordelijke baaien normaliter bedekt met ijs. Ongeveer 630 km² van de baai vormt onderdeel van het biosfeerreservaat zapovednik Dalnevostotsjny morskoj ("zeereservaat van het Verre Oosten").
Aan de relatief dichtbevolkte baai, die bijna volledig is ontsloten door kustwegen en spoorwegen, liggen de steden Vladivostok, Bolsjoj Kamen en Nachodka.
Elk jaar vindt een zeil-regatta plaats in de baai, die de Baai van Peter de Grote Cup wordt genoemd.